# 不倦级战列巡洋舰
不倦级战列巡洋舰是英国海军建造的战列巡洋舰。
无敌级战列巡洋舰于1906年陆续开工后，英国海军部认为战列巡洋舰的数量难以满足未来作战需要，在1908年预算中要求再建3艘。由于战列巡洋舰造价高，英国政府为了减少财政赤字，只批准建造1艘，其余2艘1909年再筹措资金建造。不倦级在无敌级的基础上改进了设计，舰体中部呈阶梯状布置的P、Q炮塔比无敌级拉开了距离，分置于烟囱的两侧，锅炉舱也采用分置式，降低了连带毁伤效应，由于炮塔离上层建筑过近，反向射界改善得并不明显。
同型舰：不倦号（Indefatigable）、新西兰号；澳大利亚号（隶属于澳大利亚海军）
不倦号于1911年完工，后续舰新西兰号、澳大利亚号分别于1912年、1913年完工。1916年不倦号与新西兰号参加了著名的日德兰海战，不倦号在日德兰海战中因炮塔顶部被击穿，且防爆措施不利，导致弹药库殉爆而沉没。其他同型舰战争结束后根据华盛顿海军条约的规定解体。